# مضيق هيكات
مضيق هيكات هو مضيق واسع ولكنه ضحل يقع بين هيدا جواي والبر الرئيسي لكولومبيا البريطانية بكندا. يندمج مع مدخل كوين شارلوت من الجنوب ومدخل ديكسون من الشمال. يبلغ عرض مضيق هيكات حوالي 140 كيلومتر (87 ميل) في نهايته الجنوبية، ويضيق في الشمال إلى حوالي 48 كيلومتر (30 ميل). ويبلغ طوله حوالي 260 كيلومتر (160 ميل).

## الحدود
يتم تعريف الحدود الجنوبية لمضيق هيكات على أنها خط يمتد من أقصى نقطة جنوب جزيرة برايس إلى كيب سانت جيمس في جزيرة كونغيت، أقصى نقطة جنوب هيدا جواي. الحدود الشمالية هي خط من روز بوينت، الطرف الشمالي الشرقي لجزيرة جراهام، إلى هوبر بوينت في الطرف الشمالي من جزيرة ستيفنز قبالة البر الرئيسي.

## التاريخ
يعتبر مضيق هيكات ضحل جدًا، عرضة بشكل خاص للعواصف والطقس القاسي. عبرت قبيلة هايدا جواي مضيق هيكات إلى البر الرئيسي لنهب القرى الساحلية لأخذ العبيد والغنائم. في بعض الأحيان عبرت الأمم الأولى من البر الرئيسي مضيق هيكات إلى هيدا غواي، مثل فريق حرب نيسغا من نهر ناس السفلي، الذي عبر المضيق في غارة انتقامية بعد هجوم شنته هايدا رافينز من هيلين، والذي أعاد عبيد نيسغا إلى هيلين. خوفًا من انتقام نيسغا، لجأ سكان هيلين إلى ماسيت. وجدت قبيلة نيسغاأن هيلين مهجورة وأحرقتها على الأرض. قامت هيدا من ماسيت بهجوم مضاد، مما أدى إلى معركة طويلة في هيلين وبالقرب من تاو تلداو. عبر الناجون من نيسغا مضيق هيكات مرة أخرى للعودة إلى ديارهم. أطلق الكابتن جورج هنري ريتشاردز اسم مضيق هيكات في عام 1861 أو 1862 على اسم سفينة المسح الخاصة به، إتش إم إس هيكات.

## جيولوجيا
خلال العصر الجليدي الأخير، كان قاع البحر في هذه المنطقة عبارة عن سهل ساحلي واسع يمتد جنوبًا إلى شبه الجزيرة الأولمبية ويتضمن ما يُعرف الآن بمضيق كوين شارلوت.

## النباتات والحيوانات
كان المضيق يحتوي في السابق على مصايد أسماك السلمون والهلبوت. يعد مضيق هيكات أحد المواقع القليلة في العالم التي تحتوي على أنواع من فئة الحيوانات الإسفنجية "الإسفنج سداسي التكافؤ". المناطق التي تحتوي على هذا الإسفنج محمية حاليًا من التلف الناتج عن الصيد التجاري.
تم تحديد منطقة مضيق هيكات ومنطقة الشعاب المرجانية الإسفنجية سداسي التكافؤ ذات الصوت الزجاجي كمنطقة محمية بحرية من قبل مصايد الأسماك والمحيطات الكندية في فبراير 2017. وتقع المنطقة البحرية المحمية في منطقة الجرف الشمالي الحيوية لمنطقة المحيط الهادئ، جنوب شرق هيدا جواي، شمال وجنوب المدخل إلى قناة دوغلاس. تتكون المنطقة البحرية المحمية من ثلاث مناطق فردية تعرف باسم الشعاب المرجانية الشمالية والشعاب المرجانية الوسطى والشعاب المرجانية الجنوبية. وتغطي هذه المناطق الثلاث مجتمعة حوالي 2410 كيلومتر مربع. تغطي مجمعات الشعاب المرجانية الأربعة في مضيق هيكات ومضيق كوين شارلوت بشكل متقطع مساحة تبلغ حوالي 1000 كيلومتر مربع، وتقع في أحواض جليدية يتراوح عمقها بين 140 متر و240 متر.